# Verner Nielsen
Verner Nielsen (født 14. maj 1931, død 22. februar 2023) var en dansk fodboldspiller fra Nørresundby Boldklub og AB. Han spillede i perioden 1955-1958 26 landskampe.

## Karriere
Verner Nielsen spillede venstre back, og fra 1949 til 1953 spillede han for Nørresundby Boldklub i fødebyen, hvor han opnåede omkring 50 kampe. Da han flyttede til København, valgte han at spille for AB, idet han havde mødt et par af denne klubs store navne, Knud Lundberg og Flemming Nielsen, i forbindelse med en sommerkamp i sommeren 1953. AB var egentlig en klub forbeholdt studenter og akademikere, men gjorde en undtagelse ved at tillade Nielsens optagelse.
Derpå spillede han 153 kampe for københavnerklubben fra 1954 til sommeren 1963, hvilket kunne have blevet flere, hvis ikke han var blevet alvorligt kvæstet i en trafikulykke i julen 1958. Han kom tilbage til fodbolden igen sidst på foråret 1959, og da han stoppede i AB, spillede han et par sæsoner i Avedøre IF.
Han debuterede på A-landsholdet i 1955 i en udekamp mod Norge. Her var han så uheldig at score selvmål i en kamp, der endte 1-1. Han opnåede i alt 26 A-landskampe i de følgende år, indtil ulykken satte en stopper for denne del af karrieren. Han fik yderligere tre B-landskampe i 1959 og 1960.
Han var kendt som en stor fighter, men var samtidig en fair spiller, der aldrig i sin karriere fik advarsler eller udvisninger.
Efter at være stoppet i Avedøre begyndte han at spille på et lukket hold i AB sammen med blandt andet Knud Lundberg og Flemming Nielsen. Her spillede han til 1979, hvorpå han gik med i AB's såkaldte Tjønsere, hvor han var med, frem til han blev 86 år.

## Civil karriere
Verner Nielsen stammede fra en arbejderfamilie og blev udlært automekaniker. Han havde i en årrække eget autoværksted i Glostrup.